# Luka Kraljević
Luka Kraljević (kastiljski: Lucas Raglievich), (Balcarce, 3. studenoga 1886. − Buenos Aires, 13. ožujka 1932.), argentinski paleontolog hrvatskog podrijetla

## Životopis
Rodio se je u Balcarceu. Zaslužni proučavatelj fosilnih sisavaca i ptica Južne Amerike. Djelovao u Argentini i Urugvaju. U Buenos Airesu i Montevideu djelovao u prirodoslovnim muzejima.